# Juan Mercier
Juan Ignacio Mercier (Campana, 2 febbraio 1980) è un ex calciatore argentino, di ruolo centrocampista.

## Carriera

### Club
Ha disputato quasi tutta la sua carriera in patria con le maglie di Flandria, Deportivo Morón, Tristán Suárez e Argentinos Juniors, con cui ha vinto un campionato argentino nel 2010.
Il 20 luglio 2011 si trasferisce all'Al-Nassr.
Nel luglio del 2012 fa ritorno in patria, stavolta con il San Lorenzo, con cui vince un altro campionato nel 2013 e la Coppa Libertadores nel 2014.

### Nazionale
Tra il 2010 ed il 2011 ha giocato complessivamente 3 partite con la nazionale argentina.

## Palmarès

### Club

#### Competizioni nazionali
- Campionato argentino: 2

Argentinos Juniors: Clausura 2010
San Lorenzo: Inicial 2013

#### Competizioni internazionali
- Coppa Libertadores:  : 1

San Lorenzo: 2014